# Новоянсаїтово
Новоянсаї́тово (рос. Новоянсаитово, башк. Яңы Йәнсәйет) — присілок у складі Караідельського району Башкортостану, Росія. Входить до складу Байкинської сільської ради.
Населення — 272 особи (2010; 283 у 2002).
Національний склад:
- башкири — 90 %